# Dreggers
Dreggers est une commune allemande de l'arrondissement de Segeberg, dans le Land du Schleswig-Holstein.

## Géographie
Dreggers se trouve sur la Trave.
| Traventhal | Neuengörs   | Bühnsdorf |
| Bebensee   | Dreggers    | Bahrenhof |
|            | Wakendorf I |           |